# توماس فاغان
توماس فاغان (بالإنجليزية: Thomas Fagan)‏ هو عالم نفس أمريكي، ولد في 25 فبراير 1943.